# 斯里蘭卡外交部
斯里蘭卡外交部（僧伽罗语：විදේශකටයුතුඅමාත්යාංශය，泰米尔语：வெளிநாட்டலுவல்கள்அமைச்சு）是斯里蘭卡一個負責對外关系和執行外交政策的政府部門 。

## 历史
该部門前身是1948年成立的锡兰外交和国防部。1977年，由朱尼厄斯·理查德·贾亚瓦尔德纳领导的政府将该部分割為国防部和外交部。  ACS Hameed于1977年7月23日被任命为第一任外交部长。